# Liohippelates nigribucca
Liohippelates nigribucca är en tvåvingeart som beskrevs av Oswald Duda 1930. Liohippelates nigribucca ingår i släktet Liohippelates och familjen fritflugor. Inga underarter finns listade i Catalogue of Life.